# Amegilla ferrocincta
Amegilla ferrocincta är en biart som först beskrevs av Cockerell 1936.  Amegilla ferrocincta ingår i släktet Amegilla och familjen långtungebin. Inga underarter finns listade i Catalogue of Life.